# Agustín Álvarez Martínez
Agustín Álvarez Martínez (San Bautista, 19 maggio 2001) è un calciatore uruguaiano, attaccante del Sassuolo e della nazionale uruguaiana.

## Biografia
È nato a San Bautista, città del Dipartimento di Canelones.
All'età di sedici anni, ha avuto una figlia, Juli, dalla propria compagna.

## Caratteristiche tecniche
Centravanti rapido e tecnico, può giocare anche come ala su entrambi i lati del campo. Dotato di un buon dribbling e un'ottima capacità finalizzazione, per le sue doti è stato paragonato al connazionale Luis Suárez.

## Carriera

### Club

#### Peñarol
Álvarez è cresciuto nel settore giovanile del Peñarol, segnando un totale di 113 gol in 170 partite con le varie formazioni del club. Nella seconda metà del 2020, viene aggregato alla prima squadra dei gialloneri, sotto la guida del tecnico Diego Forlán; debutta in prima squadra il 13 settembre dello stesso anno, in occasione dell'incontro di campionato contro il Montevideo City Torque, pareggiato a reti inviolate. Sei giorni più tardi, trova anche il suo primo gol in carriera, aprendo le marcature della gara vinta per 3-1 sul campo del Plaza Colonia. Protagonista della fase Clausura del campionato, conclude la sua prima stagione da professionista con 10 reti in 30 presenze complessive.
Nell'aprile del 2021, rinnova il proprio contratto con il Peñarol fino alla fine del 2024. Il 13 maggio seguente, invece, realizza la sua prima tripletta in carriera, contribuendo alla vittoria per 4-0 contro il Corinthians, gara valida per la fase a gironi della Coppa Sudamericana. Al termine dell'anno, si laurea capocannoniere della competizione continentale, con 10 gol in 14 presenze, contribuendo al raggiungimento delle semifinali da parte degli Aurinegros; inoltre, con 13 reti in 25 partite, contribuisce alla vittoria sia del torneo Clausura, sia del campionato generale, venendo anche eletto miglior giocatore giovane del torneo.
Il 30 gennaio 2022, vince la Supercoppa uruguaiana con il Peñarol.

#### Sassuolo
Il 10 giugno 2022, Álvarez viene acquistato a titolo definitivo dal Sassuolo, in Serie A, per circa 12 milioni di euro, stipulando un contratto quinquennale con il club, valido a partire dal 1º luglio seguente. Nell'occasione, la sua diventa la cessione più onerosa mai concordata da una squadra uruguaiana. L'attaccante fa quindi il suo esordio con gli emiliani l'8 agosto seguente, sostituendo Emil Ceide nel secondo tempo della partita di Coppa Italia persa per 3-2 in casa del Modena. Il 30 dello stesso mese, invece, debutta in Serie A, subentrando ad Andrea Pinamonti all'84° minuto della partita pareggiata per 0-0 contro il Milan. Il 17 settembre, infine, segna la sua prima rete italiana, decidendo al 93º minuto la partita giocata in casa del Torino (1-0). Quella contro i granata è stata l'unica rete della sua stagione (in 23 partite totali), conclusasi nel maggio del 2023, in seguito alla rottura del legamento crociato anteriore del ginocchio destro durante un allenamento.

#### Prestiti a Sampdoria ed Elche
Inutilizzato dai neroverdi nella prima parte della stagione 2023-2024, il 18 gennaio 2024 Álvarez si trasferisce in prestito secco alla Sampdoria, in Serie B, fino al termine dell'annata. Il giorno dopo, fa il suo esordio nel campionato cadetto, subentrando a Petar Stojanović al 61° minuto della partita casalinga col Parma, persa per 3-0. Il 3 febbraio seguente, segna la sua prima rete con i blucerchiati nella gara di campionato contro il Modena, poi pareggiata per 2-2. Colleziona in tutto 14 presenze e un gol con il club doriano.
Il 17 agosto 2024, Álvarez viene ceduto di nuovo in prestito secco, questa volta all'Elche, nella seconda serie spagnola. Lungo la stagione, colleziona 40 presenze e nove reti, contribuendo alla promozione del club in Liga.

### Nazionale
Nell'agosto del 2021, Álvarez riceve la sua prima convocazione con la nazionale maggiore uruguaiana dal CT Óscar Tabárez. Debutta con la Celeste il 6 settembre seguente, segnando anche il suo primo gol, nell'incontro vinto per 4-2 contro la Bolivia, valido per le qualificazioni al campionato del mondo 2022.
Nell'ottobre del 2022, viene incluso dal nuovo CT Diego Alonso nella lista dei pre-convocati per i Mondiali in Qatar, non venendo però incluso nella lista finale.

## Statistiche

### Presenze e reti nei club
Statistiche aggiornate all'1° giugno 2025.
| Stagione        | Squadra         | Campionato      | Campionato | Campionato | Coppe nazionali | Coppe nazionali | Coppe nazionali | Coppe continentali | Coppe continentali | Coppe continentali | Altre coppe | Altre coppe | Altre coppe | Totale | Totale |
| Stagione        | Squadra         | Comp            | Pres       | Reti       | Comp            | Pres            | Reti            | Comp               | Pres               | Reti               | Comp        | Pres        | Reti        | Pres   | Reti   |
| --------------- | --------------- | --------------- | ---------- | ---------- | --------------- | --------------- | --------------- | ------------------ | ------------------ | ------------------ | ----------- | ----------- | ----------- | ------ | ------ |
| 2020            | Peñarol         | PD              | 25         | 10         | -               | -               | -               | CL+CS              | 4+1                | 0                  | -           | -           | -           | 30     | 10     |
| 2021            | Peñarol         | PD              | 26         | 13         | -               | -               | -               | CS                 | 14                 | 10                 | -           | -           | -           | 40     | 23     |
| feb.-lug. 2022  | Peñarol         | PD              | 14         | 1          | -               | -               | -               | CL                 | 6                  | 0                  | SU          | 0           | 0           | 20     | 1      |
| Totale Peñarol  | Totale Peñarol  | Totale Peñarol  | 65         | 24         |                 | -               | -               |                    | 25                 | 10                 |             | -           | -           | 90     | 34     |
| 2022-2023       | Sassuolo        | A               | 22         | 1          | CI              | 1               | 0               | -                  | -                  | -                  | -           | -           | -           | 23     | 1      |
| 2023-gen. 2024  | Sassuolo        | A               | 0          | 0          | CI              | 0               | 0               | -                  | -                  | -                  | -           | -           | -           | 0      | 0      |
| Totale Sassuolo | Totale Sassuolo | Totale Sassuolo | 22         | 1          |                 | 1               | 0               |                    | -                  | -                  |             | -           | -           | 23     | 1      |
| gen.-giu. 2024  | Sampdoria       | B               | 14         | 1          | CI              | -               | -               | -                  | -                  | -                  | -           | -           | -           | 14     | 1      |
| 2024-2025       | Elche           | SD              | 37         | 8          | CR              | 3               | 1               | -                  | -                  | -                  | -           | -           | -           | 40     | 9      |
| Totale carriera | Totale carriera | Totale carriera | 138        | 34         |                 | 4               | 1               |                    | 25                 | 10                 |             | 0           | 0           | 167    | 45     |

### Cronologia presenze e reti in nazionale
| Cronologia completa delle presenze e delle reti in nazionale ― Uruguay | Cronologia completa delle presenze e delle reti in nazionale ― Uruguay | Cronologia completa delle presenze e delle reti in nazionale ― Uruguay | Cronologia completa delle presenze e delle reti in nazionale ― Uruguay | Cronologia completa delle presenze e delle reti in nazionale ― Uruguay | Cronologia completa delle presenze e delle reti in nazionale ― Uruguay | Cronologia completa delle presenze e delle reti in nazionale ― Uruguay | Cronologia completa delle presenze e delle reti in nazionale ― Uruguay |
| Data                                                                   | Città                                                                  | In casa                                                                | Risultato                                                              | Ospiti                                                                 | Competizione                                                           | Reti                                                                   | Note                                                                   |
| ---------------------------------------------------------------------- | ---------------------------------------------------------------------- | ---------------------------------------------------------------------- | ---------------------------------------------------------------------- | ---------------------------------------------------------------------- | ---------------------------------------------------------------------- | ---------------------------------------------------------------------- | ---------------------------------------------------------------------- |
| 6-9-2021                                                               | Montevideo                                                             | Uruguay                                                                | 4 – 2                                                                  | Bolivia                                                                | Qual. Mondiali 2022                                                    | 1                                                                      |                                                                        |
| 10-9-2021                                                              | Montevideo                                                             | Uruguay                                                                | 1 – 0                                                                  | Ecuador                                                                | Qual. Mondiali 2022                                                    | -                                                                      | 72’                                                                    |
| 13-11-2021                                                             | Montevideo                                                             | Uruguay                                                                | 0 – 1                                                                  | Argentina                                                              | Qual. Mondiali 2022                                                    | -                                                                      | 64’                                                                    |
| 16-11-2021                                                             | La Paz                                                                 | Bolivia                                                                | 3 – 0                                                                  | Uruguay                                                                | Qual. Mondiali 2022                                                    | -                                                                      |                                                                        |
| 5-6-2025                                                               | Asunción                                                               | Paraguay                                                               | 2 – 0                                                                  | Uruguay                                                                | Qual. Mondiali 2026                                                    | -                                                                      | 85’                                                                    |
| Totale                                                                 |                                                                        | Presenze                                                               | 5                                                                      |                                                                        | Reti                                                                   | 1                                                                      |                                                                        |

## Palmarès

### Club

#### Competizioni nazionali
- Campionato uruguaiano: 1

Peñarol: 2021
- Supercoppa uruguaiana: 1

Peñarol: 2022

### Individuale
- Capocannoniere della Coppa Sudamericana: 1

2021 (10 reti)